# Академическая гимназия имени Д. К. Фаддеева Санкт-Петербургского государственного университета
Академическая гимназия имени Д. К. Фаддеева Санкт-Петербургского государственного университета — гимназия, структурное подразделение Санкт-Петербургского государственного университета. 
Была образована в 1963 году как специализированная физико-математическая школа при Ленинградском государственном университете (ФМШ № 45). В 1991 году была переименована в Академическую гимназию. В 2015 году гимназии было присвоено имя Д. К. Фаддеева — математика, одного из основателей ФМШ № 45.

## История

### Школа-интернат № 45
Постановлением Совета Министров СССР № 905 от 23 августа 1963 г. «Об организации специализированных школ-интернатов физико-математического и химико-биологического профиля» была учреждена школа-интернат с физико-математической и химико-биологической специализацией (ФМШ № 45). Издание Постановления было инициировано письмом нескольких министров и академиков в ЦК КПСС. В письме обосновывалась необходимость организации нескольких физико-математических школ-интернатов при ведущих университетах страны и формулировались основные принципы их работы.

#### Организация школы-интерната
Планы организации физико-математического интерната при Ленинградском государственном университете (ЛГУ) возникли ещё до выхода Постановления Совета Министров. К их реализации приступили весной 1963 года: тогда были набраны 120 учеников, зачисленных затем в четыре класса. Предполагалось, что необходимые помещения будут предоставлены школой-интернатом № 7 на Васильевском острове.
Постановление Совета Министров предоставляло новые возможности, включая такие, как выделение специальных зданий и увеличение числа учащихся, соответственно в ходе организации интерната были произведены изменения. Всю разнообразную и требовавшую быстрого выполнения работу по созданию школы возглавил молодой в те годы аспирант  математико-механического факультета ЛГУ, секретарь комитета комсомола ЛГУ М. И. Башмаков. Самое доброжелательное и эффективное содействие этому процессу оказывал ректор ЛГУ академик А. Д. Александров.
Для размещения вновь организуемого интерната были выделены здания (два корпуса, спальный и учебный), расположенные по улице Савушкина, 61, и занимавшиеся до этого школой-интернатом № 45 Ждановского района.
Приёмные экзамены были проведены вновь. По результатам конкурсных экзаменов и собеседований со школьниками девятых и десятых классов Архангельской, Вологодской, Псковской, Новгородской,  Мурманской, и  Ленинградской  областей в интернат было зачислено 183 человека. Первый звонок 1963/64 учебного года в новой школе раздался 16 октября 1963 года. С тех пор этот день считается днём рождения интерната.

#### Преподаватели
Подбор преподавателей в основном происходил в соответствии требованиями и пожеланиями университета. Его сотрудники, аспиранты, недавние выпускники, а также студенты старших курсов составили бо́льшую и ведущую часть преподавателей профилирующих предметов. Большинство из них были молоды — средний возраст составлял 26-28 лет. Многие затем надолго связали свою жизнь с интернатом.
Среди преподавателей, пришедших в интернат в первые годы его существования, своими квалификацией, педагогическим мастерством, вкладом в дело становления учебного процесса и признанием со стороны учащихся выделялись:
- Математики: уже упоминавшийся  Марк Иванович Башмаков, Юрий Иосифович Ионин, Борис Михайлович Беккер;
- Физики:  Виктор Кириллович Кобушкин, Александр Сергеевич Кондратьев, Александр Александрович Быков, Виктор Максимович Терехов;
- Химики: Андрей Владимирович Суворов, Ирина Михайловна Луцкая,  Анна Алексеевна Карцова, Надежда Сергеевна Воронович;
- Биологи: Юрий Васильевич Широков, Евгений Александрович Нинбург.

### Академическая гимназия
25 января 1991 года школа-интернат № 45 была переименована в Академическую гимназию и включена в состав Санкт-Петербургского государственного университета. В марте 2015 года Академической гимназии было присвоено имя Д. К. Фаддеева.
Общеобразовательное отделение Академической гимназии (ООАГ) было создано в 1992 году; был проведён первый набор в шестой общеобразовательный класс. Общеобразовательное отделение имело отдельный педагогический состав и занималось на отдельных площадках. В мае 2000 года набор новых общеобразовательных классов прекращён решением методической комиссии СПбГУ. В 2005 году состоялся выпуск последнего общеобразовательного класса.
В 2009 году была предпринята попытка закрытия гуманитарного отделения с целью передачи здания (пер. Каховского, 9) одному из факультетов СПбГУ.
В списке 500 лучших школ России, составленном по итогам 2014—2015 учебного года, Академическая гимназия заняла двенадцатое место, а среди школ Санкт-Петербурга — второе.
В настоящий момент в гимназии обучаются около пятисот человек.

## Выпускники об учителях и школе
Два года, проведённые в физико-математической школе-интернате № 45 в Ленинграде, были одними из самых интересных в моей жизни и во многом определили не только мою профессиональную судьбу как математика, но и сформировали мой характер, отношение к жизни — всё то, что обычно называют жизненными и нравственными ценностями. В школьной интернатской программе были алгебра, история, литература…, и нас очень хорошо учили всем этим наукам наши любимые учители: Юрий Иосифович Ионин, Ефим Эммануилович Наймарк, Ирина Георгиевна Полубояринова и многие другие, которых я люблю и помню.— Андрей Болибрух, выпускник 1967  года, академик РАН
…и жилось нам там распрекрасно. …Самым любимым моим учителем был Юрий Иосифович Ионин, математик. Его огромное влияние в итоге и определило то, что я пошел в алгебру. Это был потрясающий педагогический мастер. В школе, пожалуй, было два лучших учителя математики – он и Борис Михайлович Беккер. …Юрию Иосифовичу я до сих пор очень благодарен.— Иван Панин, выпускник 1976,  года, член-корреспондент РАН
Среди наших учителей было много замечательных людей, но, вероятно, с наибольшим почтением наши классы относились к Виктору Кирилловичу Кобушкину. Это был не просто гениальный педагог, а доброжелательный, увлеченный своим делом человек — другой пример такого сочетания найти трудно. Все попытки копировать его ни к чему не приводили — это было невозможно. Душевность — вот что было присуще Виктору Кирилловичу.— Константин Воеводский, выпускник 1966 года, доцент СПбГУ 

## Расположение

### Школа-интернат № 45
C 1963 по 1980 — ул. Савушкина, 61.
59°59′03″ с. ш. 30°16′07″ в. д.

С 1981 по 1991 — Петергоф, Собственный проспект, 1. 59°53′23″ с. ш. 29°52′32″ в. д.

### Академическая гимназия
С 1991 года располагается по адресу Петергоф, Собственный проспект, 1.
В 1998 году было открыто второе здание гимназии по адресу пер. Каховского, 9.  
Общеобразовательное отделение за период своего существования располагалось на разных площадках — в помещениях Дворца творчества юных, географического факультета СПбГУ, ДК имени Горького, в отдельных зданиях на Камской ул., д. 16а и на Большом пр. В.О., д. 91б, а также в основном помещении академической гимназии в переулке Каховского, д. 9.